# Hans Czermak (Mediziner, 1913)
Johann „Hans“ Czermak (* 18. Juli 1913 in Krems an der Donau; † 12. Dezember 1989 in Wien) war ein österreichischer Kinderarzt und Sozialmediziner.

## Leben
Hans Czermak, Sohn von Emmerich Czermak, wuchs in Stockerau auf, wo er das Gymnasium besuchte und der VPV Pennalie Herulia beitrat. Ab 1932 studierte er an der Universität Innsbruck Medizin, wo er Mitglied der katholischen Studentenverbindung AV Austria Innsbruck wurde, und ab 1934 in Wien. Hier war er u. a. Schüler von August Reuss und wurde 1938 zum Dr. med. univ. promoviert. Danach war er am Orthopädischen Krankenhaus Gersthof und an der Allgemeinen Poliklinik Wien tätig.
Den Zweiten Weltkrieg erlebte er als Truppenarzt vor allem in Russland. Nach 1945 absolvierte er Studien für Sozialpädiatrie in Stockholm, London und Paris und kehrte 1948 nach Wien zurück, wo er rund vier Jahrzehnte als Kinderarzt arbeitete. 1949 übernahm er die Leitung der beiden Neugeborenenstationen an der Wiener Universitätsfrauenklinik und eröffnete nach Beendigung seines Dienstverhältnisses 1954 seine eigene Praxis. 1962 bis 1978 war er Leiter des Preyer’schen Kinderspitals in Wien und der dort befindlichen Kinderkrankenpflege- bzw. Hebammenschule. 1971 habilitierte sich Czermak an der Wiener Universität für Kinderheilkunde mit einer Arbeit zur Säuglingssterblichkeit, 1978 wurde ihm der Titel außerordentlicher Universitätsprofessor verliehen.

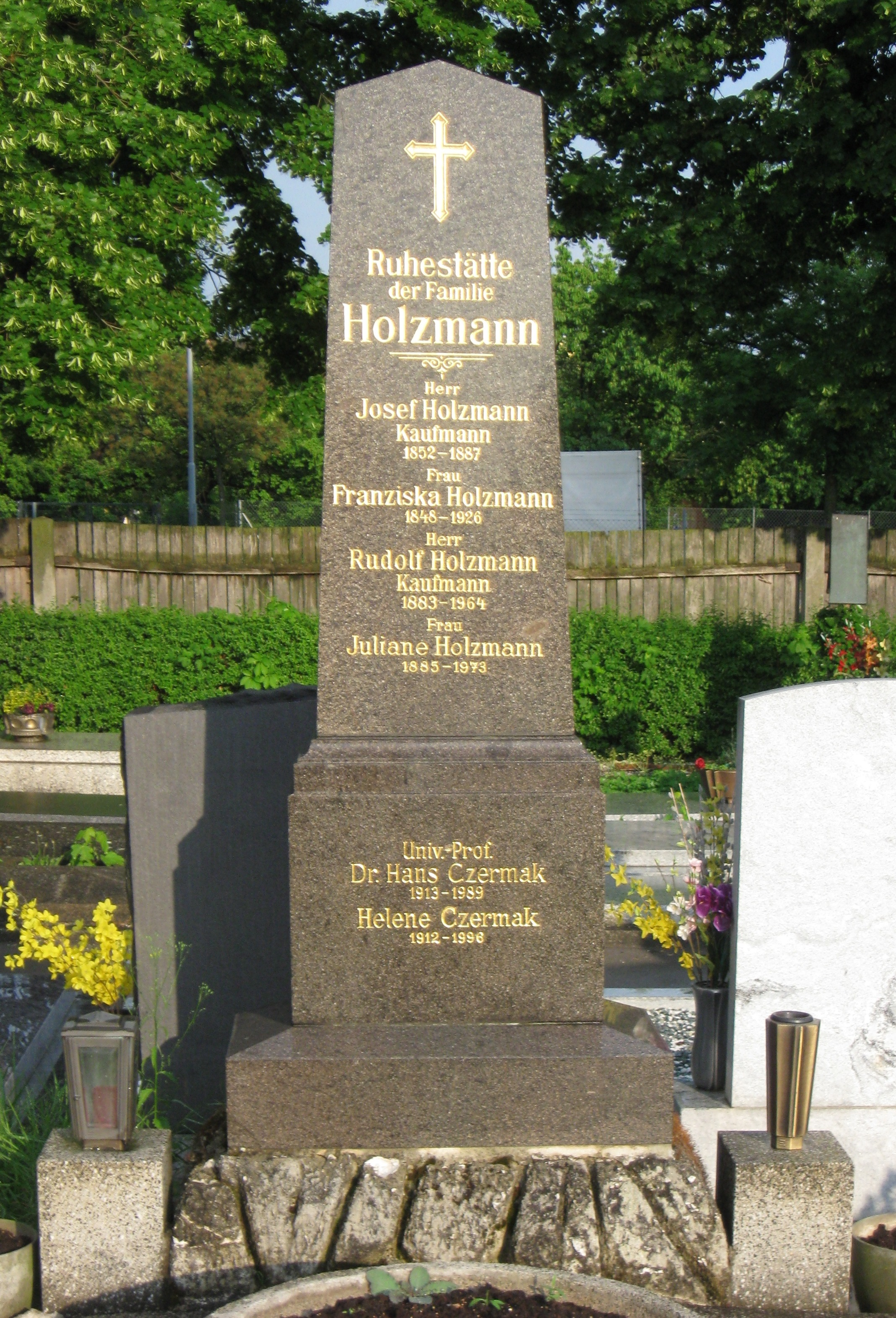
Das Grab auf dem Groß-Jedlersdorfer Friedhof

Sein Grab befindet sich auf dem Groß-Jedlersdorfer Friedhof (Gruppe PR, Nummer 74).
Seit 1978 war Czermak Mitglied der Loge Eintracht. Im Jahr 2002 wurde in Wien-Floridsdorf (21. Bezirk) die Hans-Czermak-Gasse nach ihm benannt.

## Leistungen und Werk
Leitgedanke: „Denn jedes Kind hat das Recht auf eine glückliche Kindheit“
Er konzentrierte sich bei seiner wissenschaftlichen Arbeit vor allem auf den Bereich der Sozialpädiatrie. Bereits in den fünfziger Jahren galt sein vordringliches Anliegen dem Kampf gegen die Säuglingssterblichkeit in Österreich, um sie auf europäische Durchschnittsraten zu senken. Seine Bemühungen führten 1974 zur Schaffung des österreichischen Mutter-Kind-Passes, mit dem die gesundheitliche Vorsorge von Schwangeren und Kleinkindern bis zum fünften Lebensjahr geregelt wird.
Mit großem Einsatz setzte er sich auch dafür ein, das Stillen wieder populär zu machen. In seinem letzten Lebensjahrzehnt war Hans Czermak Vorkämpfer für eine humane, gewaltfreie Erziehung von Kindern.
Es war ihm ein besonderes Anliegen, dem Kind von der ersten Lebensstunde an einen unbestrittenen Platz in der Gesellschaft einzuräumen und ihm damit eine uneingeschränkte psychisch-physische Entwicklung zu ermöglichen.
Er stellte fest, dass 98 Prozent aller Kinder psychisch und physisch gesund geboren werden, aber bereits jedes zweite Kind schon nach einigen Lebensjahren mehr oder weniger psychisch gestört und behandlungsbedürftig ist. Er führte diese katastrophale Entwicklung auf die gängige und weitverbreitete Straf- und Prügelerziehung zurück, der viele Kinder schon ab dem ersten Lebensjahr ausgesetzt sind und die ein Ausgangspunkt für vielfältige Fehlentwicklungen Jugendlicher ist. Als deutliche Folgen dieser frühkindlichen Erziehungsdefizite sind Jugendliche aggressiv, leiden unter Depressionen, Schul- und Existenzängsten, zeigen Leistungs- und Entscheidungsschwächen; unterwerfen sich selbstzerstörerischen, rigiden Anpassungszwängen und entwickeln sich zu unglücklichen Außenseitern.
Gekrönt wurde sein Lebenswerk mit der von ihm angeregten Gesetzesänderung, dem Bundesgesetz vom 15. März 1989 (Kindschaftsrecht-Änderungsgesetz, BGBl.Nr. 162/1989), womit u. a. § 146 a ABGB: „Das minderjährige Kind hat die Anordnungen der Eltern zu befolgen. Die Eltern haben bei ihren Anordnungen und deren Durchsetzung auf Alter, Entwicklung und Persönlichkeit des Kindes Bedacht zu nehmen.“ um den Halbsatz ergänzt wurde: „die Anwendung von Gewalt und die Zufügung körperlichen oder seelischen Leides sind unzulässig.“
Er war Gründer und jahrelang Obmann des Vereines für gewaltlose Erziehung und des Österreichischen Kinderschutzbundes, die seine Ideen noch heute fortführen.
Als Hans Czermak starb, war nicht zuletzt durch seine Arbeit die Lebenssituation der Kinder in diesen Bereichen bahnbrechend zum Besseren verändert worden. Zur Erinnerung an ihn wird der Hans-Czermak-Preis für besondere Leistungen im Dienste der Gewaltfreiheit gegenüber Kindern mit Unterstützung vom Verband Wiener Volksbildung, der Stadt Wien (Magistratsabteilung 13), der Generali-Versicherung und des ORF verliehen.
„Der einzige menschenwürdige Kampf ist der mit friedlichen Mitteln. Er war ein Freund der Kinder, der ‚Onkel Czermak’, wie er sich zu necken pflegte. Er war ein moderner Kinderarzt, ein oft verspotteter Friedensapostel.“

## Schriften

### Eigene Schriften
- Die Gesundheitsverhältnisse der Kinder in Österreich. Verlag Hollinek, Wien 1970.
- Die erste Kindheit. Ein ärztlicher Ratgeber für das 1. und 2. Lebensjahr. Österreichischer Bundesverlag, Wien 1982; 2. unver. Aufl., Wien 1982; 3. Aufl., Wien 1985; 4. Aufl. Wien 1989; 5. von Erika Karalis und Birgit Streiter bearb. und aktualisierte Aufl., Österreichischer Bundesverlag, Wien 1992, ISBN 978-3-215-05174-6.
- Stillen – ein guter Beginn. Information für Ärzte, Hebammen und Krankenpflegepersonal. Schriftenreihe des Bundesministeriums für Gesundheit und Umweltschutz, Wien 1984.
- Von der Kinderfürsorge zur Sozialpädiatrie. In: Liselotte Filla (Hrsg.) Der Friede kommt aus dem Kinderzimmer. Verlag Verband Wiener Volksbildung, Wien, 1994, ISBN 3-900799-04-9.

sowie über 100 wissenschaftliche Publikationen in Zeitschriften, wie z. B.:
- Die gesundheitliche Situation der Frau  in  Bericht über die Situation der Frau in Österreich. Bundeskanzleramt, Wien 1975.
- Wie stille ich mein Kind? (Einleitung). Forum für Ökologie und Umwelt, Salzburg 1979.

### Schriften als Mitautor
mit August Reuss:
- Kinderkrankheiten. Verlag Urban & Schwarzenberg, Wien 1958.

mit Harald Hansluwka:
- Gesundheitsprobleme der Jugend. Eine medizinalstatistische Studie über Morbidität und Mortalität im Kindes- und Jugendlichenalter in Österreich. Verlag Hollinek, Wien 1963.
- Gesundheitspolitik. Dr.-Karl-Kummer-Institut für Sozialpolitik und Sozialreform, Wien 1969.

mit Hans Strotzka, Maria D. Simon, Günther Pernhaupt:
- Psychohygiene und Mutterberatung. Eine Bestandsaufnahme als Grundlage für eine Reform. Verlag Jugend und Volk, Wien 1972.

mit Erika Karalis:
- Die ersten 12 Monate. Verlag Jugend und Volk im Auftrag des Bundesministeriums für Gesundheit und Umweltschutz, Wien 1979; erschien auch auf Türkisch:  Ilk 12 ay und serbokroatisch:  Prvih 12 mjeseci

mit Günther Pernhaupt:
- Die gesunde Ohrfeige macht krank. Über die alltägliche Gewalt im Umgang mit Kindern. Verlag Kremayr & Scheriau u. a., Wien 1980; 3. unver. Aufl., Verlag ORAC, Wien 1991, ISBN 978-3-7015-0217-2.